# Ataxia canescens
Ataxia canescens är en skalbaggsart som först beskrevs av Bates 1880.  Ataxia canescens ingår i släktet Ataxia och familjen långhorningar.
Artens utbredningsområde är Honduras. Inga underarter finns listade.